# Гонсёровский, Вацлав
Вацлав Гонсёро́вский (или Гонсиоровский; пол. Wacław Gąsiorowski; 27 июня 1869, Варшава Царство Польское — 30 октября 1939, Констанцин-Езёрна) — польский писатель, журналист, публицист, сценарист, общественный деятель.

## Биография
Работать начал с 15-ти лет, оставшись сиротой. Занимался самообразованием. До призыва на службу в русской армии работал помощником аптекаря. Отслужив срочную службу, после демобилизации написал первую театральную пьесу «Серая жизнь», отмеченную на конкурсе «Kuriera Warszawskiego» и поставленную в театре «Rozmaitości» в 1892.
Занялся нелегальной революционной деятельностью. Организовывал кружки и читальни.
Был редактором газеты «Przegląd tygodniowу», сотрудничал в качестве корреспондента в издании «Słowо Polske». В 1900 — издатель и редактор «Strumień».
Опасаясь ареста царскими властями за публикацию книги «Соглашатели», описывающей визит в Варшаву императора Николая II, Гонсёровский бежал за границу Российской империи. Некоторое время проживал во Львове, затем выехал на Запад. С 1904 года жил в Париже, занимаясь литературным творчеством. Основал еженедельник «Polonia», участвовал в организации сокольского движения.
Изучал исторические собрания земляков, собранные в польском музее в Рапперсвиле (Швейцария), путешествовал по Европе по местам наполеоновских сражений, собирая материалы для своих будущих исторических произведений. Поселил Корсику и Эльбу.
Во время первой мировой войны занимался активной деятельностью по организации помощи польским солдатам. В 1918—1919 годах, а затем 1921—1930 годах жил в Америке, читал лекции по литературе и истории цивилизации в колледже Cambridge Springs, занимался публицистикой.
Вернулся в Польшу в 1930 году и был избран председателем Сообщества эмиграционных писателей и публицистов.
Умер от переживаний, узнав о поражении Польши в осенней кампании 1939 года недалеко от Варшавы в мазовецкой здравнице Констанцин-Езёрна.

## Творчество
В. Гонсёровский — автор, в первую очередь, Наполеоновской эпопеи, популярных исторических романов для молодежи — на страницах которых ярко описал многих реальных героев той эпохи, произведения которого вдохновили таких выдающихся писателей, как Стефан Жеромский. Книги В. Гонсёровского оказали несомненное влияние на несколько поколений поляков и их патриотическое воспитание.
По его сценарию в 1937 году был снят исторический фильм «Костюшко под Рацлавицами». В том же году вышел на экраны фильм «Покорение» — экранизация романа «Пани Валевская».

## Избранная библиография
- Соглашатели (1901)
- Ураган (1902) — книга о событиях времен Наполеона, ещё до возникновения Варшавского герцогства. Главный герой сражается в под разными знаменами: то Польши, то Франции…
- Год 1809 (1903)
- Пани Валевска (1904) — о любовном романе между Марией Валевской и императором Наполеоном Бонапартом
- Чёрный генерал (1904)
- Finis Poloniae (1906)
- Анархисты (1906)
- Княжна Лович (1908) — беллетризированная история жизни Иоанны Грудзинской, польской жены Великого князя Константина…
- Кавалерист гвардии императора (1910) — одна из цикла книг о Наполеоновских походах, полная батальных сцен, повествующая о полной острых приключений судьбах героев, с их человеческими слабостями и пороками, отвагой и патриотизмом…
- Эмилия Платер (1910)
- Бем (1911)
- Вавилон (1912)
- Любовь королевича (1931)
- Thalitha Kumi
- Kajetan Stuart
- Цареубийцы — история жизни и смерти 26 царей и императоров, самодержцев российских на протяжении более 300 лет (oт Ивана IV по Николая II)

## Награды
В 1938 году был награждён «Золотыми академическими лаврами» Польской академии литературы и премией имени Элизы Ожешко.